# Ivan Matetić Ronjgov

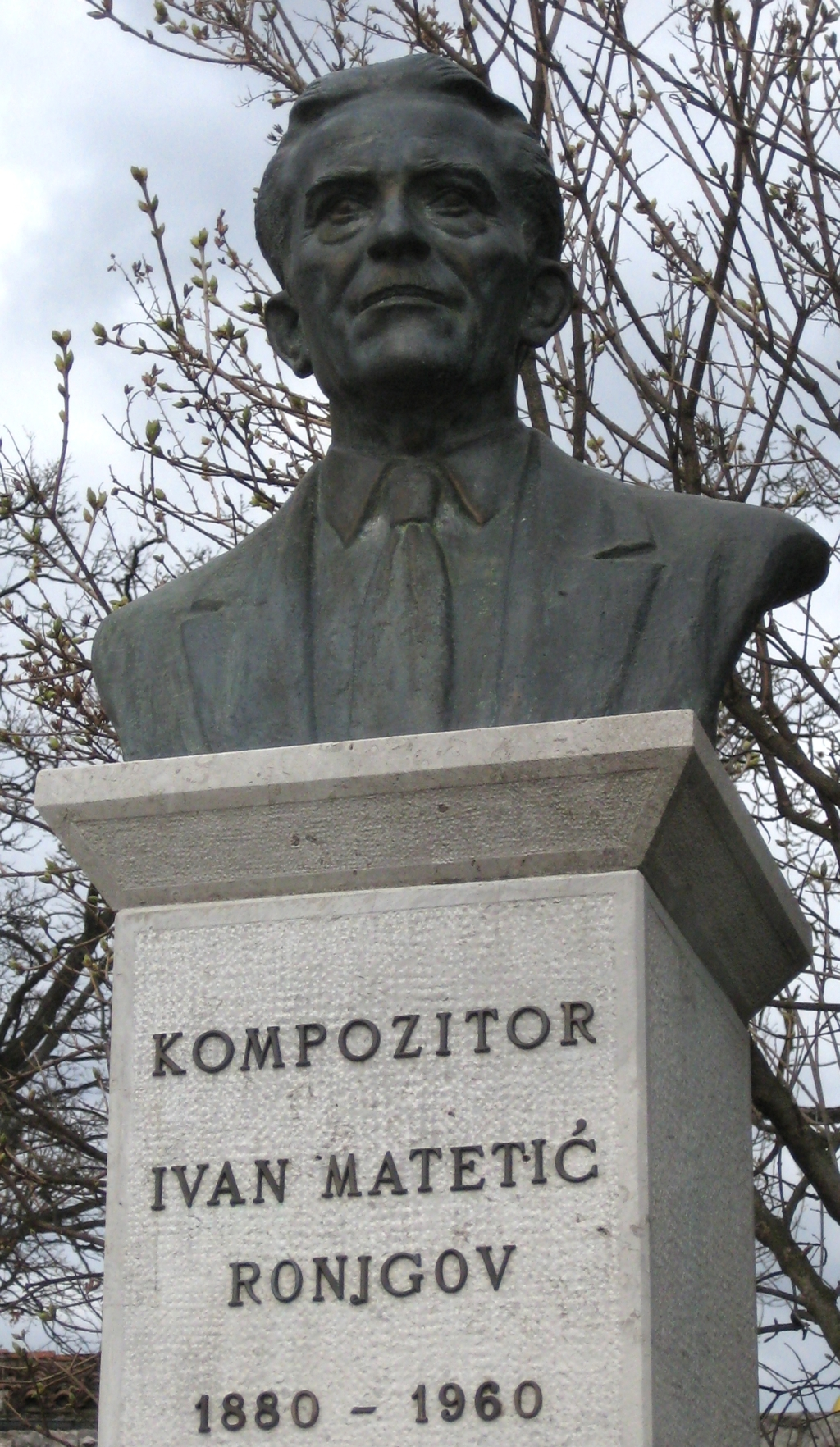
Buste van Ivan Matetić Ronjgov voor zijn geboorethuis

Ivan Matetić Ronjgov (Ronjgi (Viškovo), 10 april 1880 – Lovran, 27 juni 1960) was een Kroatisch componist en dirigent. Hij geldt als de belangrijkste schepper van koormuziek in Kroatië.

## Leven
Ronjgov geboorteplaats Ronjgi ligt in het heuvelland vijftien kilometer noordoostelijk van de havenstad Rijeka. Zijn tweede naam, Ronjgov, verwijst naar zijn geboorteplaats. Hij werkte jaren als leraar in Opatija. Als amateur interesseerde hij zich voor muziek en folklore. Hij legde een verzameling aan van volksmelodieën uit Istrië en de Adriatische kuststreek waar de Tsjakawische Kroaten leven. In 1914 trok hij naar Wenen om muziek te studeren. De Eerste Wereldoorlog dwong hem zijn studie te onderbreken. Na de oorlog zette hij zijn studie voort in Zagreb. Hij werkte jaren als muziekleraar aan het gymnasium in Sušak. In Zagreb was hij jarenlang secretaris van de muziekacademie.
De eerste verdieping van zijn geboortehuis werd tot museum getransformeerd en laat in drie vertrekken zijn piano en andere muziekinstrumenten, partituren en foto's zien. De stichting die het museum beheert, gaf ook zijn werken uit in verschillende banden.
De muziekschool in Pula werd naar hem vernoemd.

## Muziek en folklore
De fundamentele karakteristiek van de volksmuziek waarvoor Ronjgov zich interesseerde, bestaat uit tweestemmig zingen begeleid door traditionele volksinstrumenten als de sopile-roženice (de Istrische lange fluit), de mih (doedelzak) en de dvojnice (schaapsherdersfluit). Ronjgov ontdekte het muzikale patroon van deze muziek en legde dat vast in de Istrische toonschaal, een serie van zes tonen en halftonen. Daarmee noteerde hij de volksliederen van zijn regio en componeerde hij uiteindelijk ook zelf muziek.
Hij noteerde en arrangeerde meer dan honderd melodieën. Zijn belangrijkste eigen composities zijn een tiental werken voor verschillende vocale groepen, voornamelijk voor gemengd koor. Werken als Ćaće moj (Mijn papa), Roženice, Mantinjada domaćemu kraju (Ode aan onze streek), Na mamin gorbak (Bij moeders graf) en anderen zijn welhaast symfonieën voor koor, die Ronjgov een plaats geven tussen de belangrijkste componisten van koormuziek, zowel in Kroatië als in de wereldkoorliteratuur.

## Voornaamste koorwerken
- Ćaće moj (1932)
- Roženice (1935; tekst Mate Balote)
- Ča je more
- Malo mantinjade v Rike na palade (1951)
- Istarska narodna himna
- Dobrinjska misa
- Mantinjada domaćemu kraju (1954; tekst: David Kabalin)
- Naš kanat je lip (1956; tekst Ljubo Brgić)
- Na mamin grobak (1959)